# Trollkarlens lärling (film, 1978)
Trollkarlens lärling (tjeckiska: Čarodějův učeň) är en tjeckoslovakisk tecknad folksagefilm från 1978 i regi av Karel Zeman, med Ludĕk Munzar och Jaroslav Moučka i rollerna. Den utspelar sig i Lausitz i början av 1700-talet och handlar om en föräldralös pojke som blir lärling vid en skola för svartkonst. Förlaga är romanen Han sålde sin frihet av Otfried Preussler, samt den sorbiska folksaga som låg till grund för Preusslers roman. Sagan har sitt ursprung i Indien men finns i olika varianter över hela Europa. Huvudpersonens namn, Krabat, är härlett ur kroat. Filmen är gjord med utklippsanimation och har ett bilduttryck som efterliknar träsnitt. Den är 72 minuter lång och hade tjeckoslovakisk biopremiär 1 mars 1978. Den gick upp på svensk bio 5 januari 1991.